# Likee
Likee (произносится как «лайки»; ранее — LIKE) — социальная сеть, пользователи которой могут создавать и распространять короткие музыкальные видеоклипы с возможностью добавления спецэффектов и дополненной реальности. Основная версия доступна для мобильных устройств с операционными системами Android и iOS, также доступна браузер-версия с ограниченными возможностями.
Оригинальная версия Likee была разработана сингапурской компанией BIGO ещё в 2017 году, однако обрела известность вслед за аналогичным приложением TikTok начиная со второй половины 2019 года на азиатском рынке, и с первой половины 2020 — на мировом пространстве.
Хотя сервис предназначен для пользователей старше 16 лет, значительную долю аудитории составляют дети и подростки от 12 до 16 лет, причём в России среди зарегистрированных аккаунтов превалирует женский пол (68 %). В январе 2022 года Likee разместил на своём онлайн-ресурсе электронную форму, а также создала личный кабинет на сайте Роскомнадзора в соответствии с законом о деятельности иностранных интернет компаний на территории РФ.
С декабря 2022 года компанию в России возглавил Дмитрий Щербинин.

## Особенности
Мобильное приложение Likee позволяет создавать и редактировать видео с использованием различных эффектов дополненной реальности. Пользователям доступно более 300 спецэффектов.
Сервис Likee похож на социальные сети TikTok, Kwai и Snapchat.
На 2020 год пользователей программы больше всего в Индии, России, США и Индонезии. Аудитория Likee составляет более 8 миллионов пользователей, чуть менее половины участников публикует свои видеозаписи.

## Критика
Приложение предназначено для детей, то есть родители должны знать об этом приложении, но отзывов родителей на русском языке мало.
На американском сайте Common Sense Media все отзывы родителей отрицательные, в частности, родители пишут о педофилах, переписывающихся с детьми.
У сервиса слабая модерация контента. В приложении на протяжении нескольких месяцев могут находиться видеоролики с участием обнажённых несовершеннолетних.
Есть видео с членовредительством, а также слишком откровенные видео.
Публикация видео в приложении может привести к интернет-травле.
Использование внутренней валюты и монетизация лайков, то есть возможность переводить лайки в настоящие деньги, приводит к стремлению получить больше лайков. Поэтому дети не стараются более творчески подходить к созданию видео, а борются за популярность, за рост сети подписчиков.
Сеть Likee подобна сетевому маркетингу: «чем больше у блогера подписчиков, тем успешнее и прибыльнее актив».
В Likee такие вещи, как рейтинг, количество подписчиков и монетизация, по сравнению с приложением TikTok, играют бо́льшую роль, чем само видео.

### Польза
Дети могут научиться редактировать видео, выстраивать социальные связи, находить новых друзей.

## Родительский контроль
Используя функцию «Родительский контроль», добавленную в приложение Likee в 2019 году, родители могут контролировать или ограничивать доступ юных пользователей к материалам Likee.
Функция родительского контроля позволяет:
- заблокировать прямую трансляцию[англ.] и push-новости,
- заблокировать просмотр профилей и подписку для пользователей, находящихся географически рядом,
- отключить возможность поиска профиля пользователя,
- блокировать исходящие и входящие сообщения,
- отключить всплывающие уведомления,
- ограничить покупку внутренней валюты приложения.

### Комментарии
1. ↑  Common Sense Media[англ.] — это некоммерческая организация США, занимающаяся образованием и продвижением безопасных технологий и СМИ для детей.
2. ↑  Актив — это трансляция блогера с призами для участников.